# LaVon Mercer
LaVon Mercer (in ebraico לבן מרסר‎?; Metter, 13 gennaio 1959) è un ex cestista statunitense naturalizzato israeliano.

## Carriera
È stato selezionato dai San Antonio Spurs al terzo giro del Draft NBA 1980 (60ª scelta assoluta).
Con Israele ha disputato i Campionati mondiali del 1986 e i Campionati europei del 1987.

## Palmarès
- Campionato israeliano: 5

Maccabi Tel Aviv: 1988-89, 1989-90, 1990-91, 1991-92, 1993-94
- Coppa di Israele: 5

Hapoel Tel Aviv: 1983-84
Maccabi Tel Aviv: 1988-89, 1989-90, 1990-91, 1993-94